# (1564) Srbija
(1564) Srbija est un astéroïde de la ceinture principale.

## Description
(1564) Srbija est un astéroïde de la ceinture principale. Il fut découvert le 15 octobre 1936 à Belgrade par Milorad B. Protitch. Il présente une orbite caractérisée par un demi-grand axe de 3,17 UA, une excentricité de 0,20 et une inclinaison de 11,0° par rapport à l'écliptique.

## Compléments